# Psectrocladius
Psectrocladius is een muggengeslacht uit de familie van de Dansmuggen (Chironomidae).

## Soorten
- P. barbatimanus Kieffer, 1926
- P. barbatipes Kieffer, 1923
- P. barbimanus (Edwards, 1929)
- P. bisetus Goetghebuer, 1942
- P. borealis Kieffer, 1919
- P. brehmi Kieffer, 1923
- P. brevicosta Kieffer, 1917
- P. calcarata (Edwards, 1929)
- P. calcaratus (Edwards, 1929)
- P. conjungens (Brundin, 1947)
- P. delatoris Zelentsov, 1980
- P. dendrophilus Zvereva, 1950
- P. elatus Roback, 1957
- P. fabricus Zelentsov, 1980
- P. fennicus Stor†, 1939
- P. flavus (Johannsen, 1905)
- P. limbatellus (Holmgren, 1869)
- P. litofilus Akhrorov, 1977
- P. nigrus Roback, 1957
- P. obvius (Walker, 1856)
- P. octomaculatus Wülker, 1956
- P. oligosetus Wuelker, 1956
- P. oxyura Langton, 1985

- P. pilosus Roback, 1957
- P. platypus (Edwards, 1929)
- P. polaris Kieffer, 1926
- P. psilopterus (Kieffer, 1906)
- P. schlienzi Wuelker, 1956
- P. semicirculatus Saether, 1969
- P. simulans (Johannsen, 1937)
- P. sokolovae Zelentsov & Makarchenko, 1988
- P. sordidellus (Zetterstedt, 1838)
- P. spinifer (Johannsen, 1928)
- P. ventricosus Kieffer, 1925
- P. vernalis (Malloch, 1915)
- P. zetterstedti Brundin, 1949